# Sergei Aschwanden
Sergei Aschwanden (* 22. Dezember 1975 in Bern) ist ein Schweizer Judoka und Politiker (FDP.Die Liberalen). Im Jahr 2017 wurde er in den Grossen Rat des Kantons Waadt gewählt. Er trägt den 6. Dan im Judo.

## Leben
Der Sohn eines Schweizer Vaters und einer kenianischen Mutter verbrachte die ersten sieben Jahre seines Lebens in Bern. Seitdem lebt er in Bussigny-près-Lausanne.
Zu seinen grössten Erfolgen gehören die Europameisterschaftstitel von 2000 und 2003, die WM-Silbermedaille 2003, der 3. Platz an den Weltmeisterschaften 2001 sowie die Bronzemedaille an den Olympischen Spielen 2008. Insgesamt gewann er achtmal die Schweizer Meisterschaft, davon holte er sechs Titel bei der Elite.
Seine erste Teilnahme an Olympischen Sommerspielen war 2000 in Sydney, wo er aber bereits in der ersten Runde gegen den späteren Bronzegewinner Aleksei Budõlin ausschied. An den Olympischen Sommerspielen 2004 in Athen war er in der Kategorie Halbmittelgewicht (bis 81 kg) als allfällige Medaillenhoffnung angetreten, schied dann aber überraschend wiederum in der ersten Runde aus. An den Olympischen Sommerspielen 2008 in Peking trat er im Mittelgewicht (bis 90 kg) nochmals für die Schweiz an und gewann die Bronzemedaille. Sein Trainer war Leo Held, der aufgrund Aschwandens Erfolg zum Schweizer Trainer des Jahres 2008 gewählt wurde. Aschwanden selbst war zum Sportler des Jahres nominiert und landete bei der Wahl auf dem vierten Platz.
Aschwanden ist seit Juni 2020 Präsident des Schweizerischer Judo Verbands.

## Sportliche Erfolge
- Olympische Spiele: 3. Platz 2008
- Weltmeisterschaften: 2. Platz 2003, 3. Platz 2001
- Europameisterschaften: 1. Platz 2000 und 2003, 3. Platz 2005 und 2006
- 8-facher Schweizer Meister, davon sechs Titel in der Erwachsenenklasse und zwei Titel bei den Junioren